# Affori
Affori (Àffer en dialecte milanais, mais aussi Àffor) est un quartier de Milan (Italie), situé dans la partie nord de la ville et faisant partie de la zone 9.

## Histoire
Affori fut une municipalité autonome jusqu'en 1923, date à laquelle elle fut absorbée par la ville de Milan.
Elle avait déjà été intégrée à Milan une première fois en 1808, à l’époque de la République cisalpine (Royaume d'Italie (1805-1814)), lorsque le 9 février 1808 un décret avait imposé l'union de la ville de Milan intra-muros avec les communes périphériques dans un rayon de quatre milles. Mais elle redevint autonome en 1816 au retour des Autrichiens qui rétablirent les frontières de Milan à leur contour traditionnel des « Bastioni » (à savoir plus ou moins ce qu'on désigne aujourd’hui comme le centre historique).

## Urbanisation
L'urbanisation d'Affori est visible au cours du xxe siècle sur les photographies de la villa Vergani :

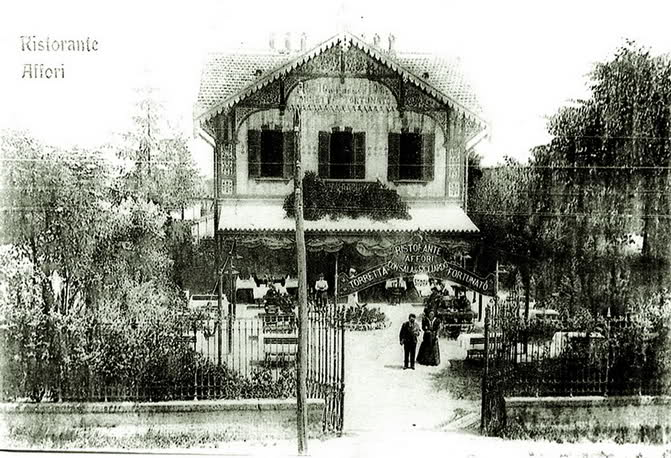
La villa Vergani à Affori au début du xxe siècle, quand elle était un restaurant.
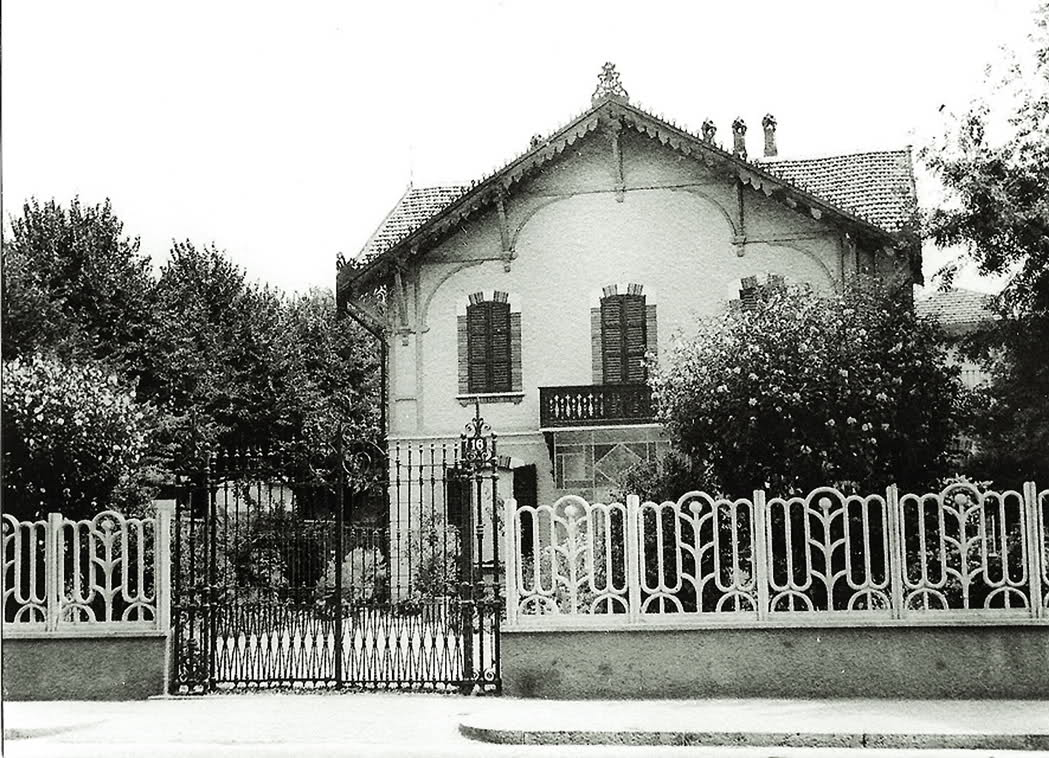
La villa Vergani quelques années plus tard, maison d'habitation.

## Monuments importants

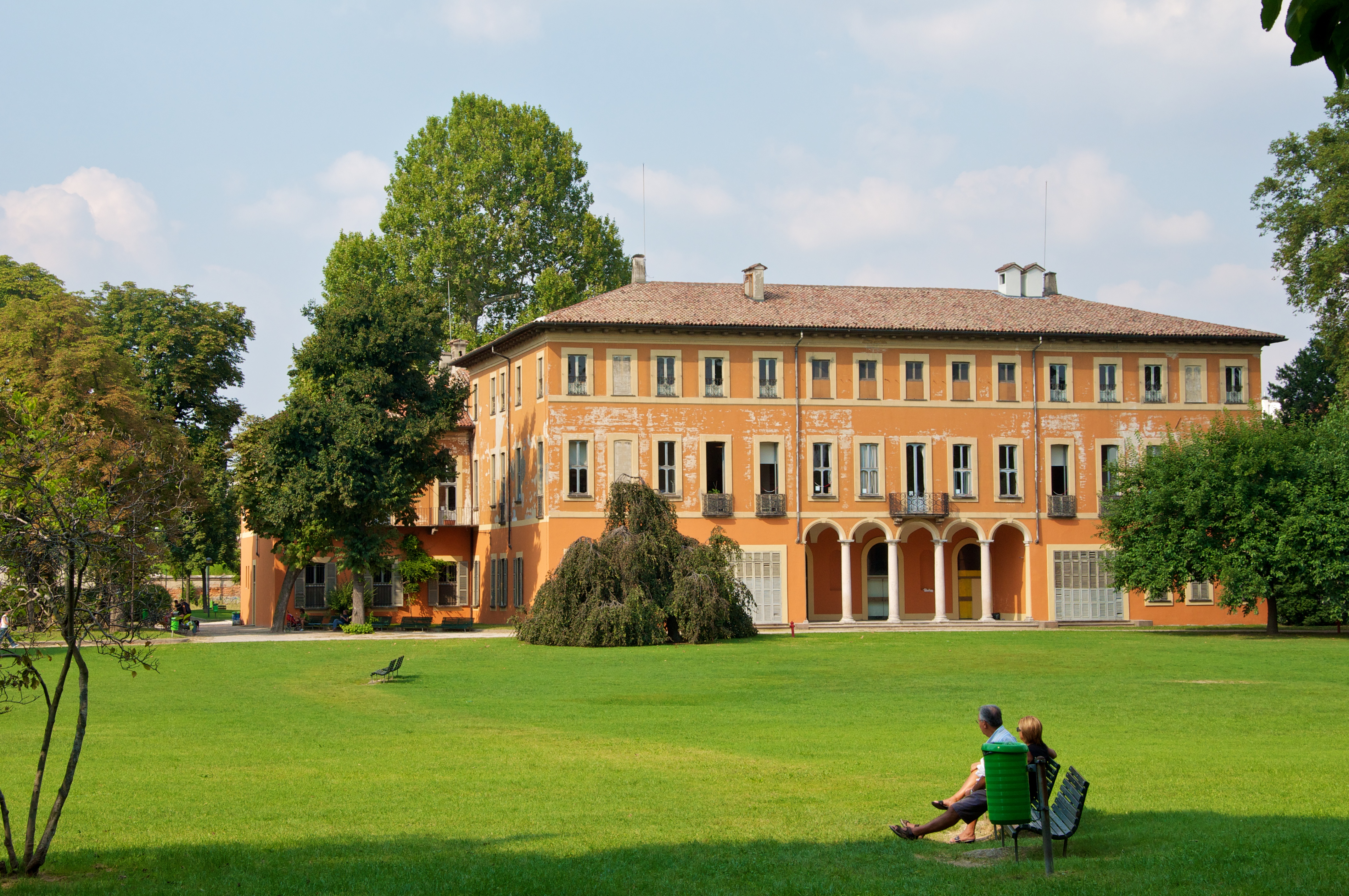
La villa Litta.

- La bibliothèque Affori, rouverte en 2006, possédant 30 000 volumes et plusieurs sections pour la jeunesse ;
- Villa Litta : la villa et son parc sont caractéristiques du quartier[4] ;
- L'église Sainte-Justine : il y est conservé une peinture ressemblant beaucoup à La Vergine delle Rocce (La Vierge aux rochers) de Léonard de Vinci[5], et qui a très probablement été exécutée par Giovanni Ambrogio de Predis d'après une première version du tableau de Léonard de Vinci. L’orgue de l’église se trouvait auparavant à la cathédrale de Pavie.

## Étymologie
Certains pensent que Affori vient de Ad forum, ce qui pourrait indiquer qu’il y eut en ce lieu un ancien marché. Selon d'autres, le nom pourrait venir de la présence de nombreuses sources d'eau (Ad fontem, à la fontaine),. La plus ancienne mention du nom date de 915, dans le Codice diplomatico longobardo.

## Curiosité
Affori était le siège de l’ensemble musical Gaetano Donizetti, plus connu sous le nom de Banda d'Affori, fondé en 1853. Ce groupe interpréta une chanson très populaire, Il tamburo della banda d'Affori (« Le tambour de la Bande d'Affori »), en 1942, sur des paroles de Nino Rastelli et Mario Panzeri et une musique de Nino Ravasini, qui comporte un célèbre refrain :
... L'è lü l'è lü, sì sì l'è propi lü :

l'è il tamburo principal della Banda d'Affori,

Che comanda cinquecentocinquanta pifferi...

C'est lui, c'est lui, oui oui c'est lui-même

C'est le tambour principal de la Bande d'Affori,

Qui commande 550 piffres (fifres).
L'opinion publique a vu dans ces paroles une allusion moqueuse au fascisme italien, car le nombre des députés de la Camera dei Fasci e delle Corporazioni (Chambre des faisceaux et des corporations) était de 550 ; par ailleurs, en dialecte milanais, piffero est synonyme de « stupide ». C’est pourquoi le refrain fut repris dans les milieux culturels antifascistes et partisans.